# Division de Keeler
Pour les articles homonymes, voir Keeler.

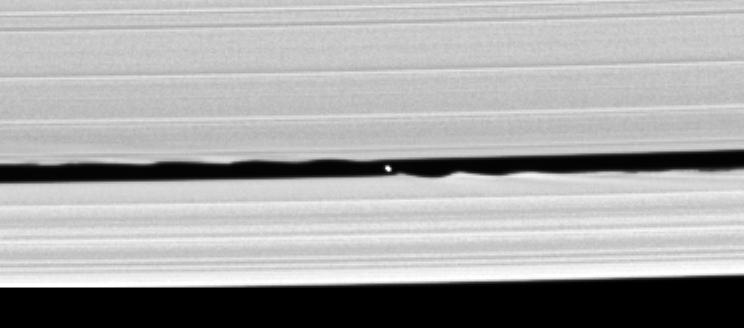
Vue de la division de Keeler, photographiée par la sonde Cassini. La lune Daphnis est visible à l'intérieur de la division.

La division de Keeler est un espace situé à l'intérieur de l'anneau A de la planète géante gazeuse Saturne.
Elle est nommée en hommage à l'astronome américain James Edward Keeler (qui, s'il observa la division d'Encke toute proche, n'a pas observé celle qui porte son nom).

## Caractéristiques
La division de Keeler orbite à 136 530 km du centre de Saturne et mesure 42 km de large, à 250 km du bord externe de l'anneau A. Elle est causée par la lune Daphnis (diamètre de 7 km) qui orbite à l'intérieur.